# Danna García

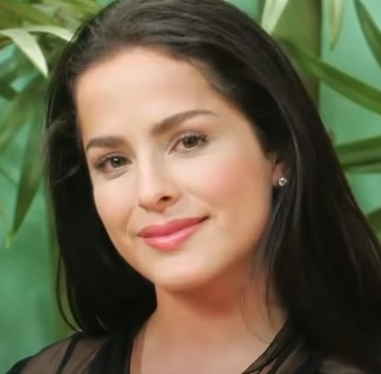
Danna García, 2020

Danna María García Osuna (zumeist nur Danna García; * 4. Februar 1978 in Medellín, Kolumbien) ist eine kolumbianische Schauspielerin, Musikerin und Sängerin, die unter anderem auch unter ihrem Spitznamen Dannita bekannt ist. Wesentliche Bekanntheit erlangte sie vor allem durch ihre Engagements in spanischsprachigen Telenovelas, sowie als Gesicht in den Werbekampagnen von Garnier oder Maybelline New York.

## Leben und Karriere
García wurde im Jahre 1978 in der zweitgrößten Stadt Kolumbiens, in Medellín, geboren, wo sie zum Teil auch aufwuchs. Ihre Mutter ist die ehemals sehr erfolgreiche kolumbianische Sängerin Claudia Osuna. Zu ihrem Karrierestart kam Danna García bereits im Alter von vier Jahren, als sie sich schon langsam an den Schauspielbereich heranwagte. So war sie etwa in ihrem achten Lebensjahr in verschiedenen Werbespots im lateinamerikanischen Raum zu sehen und da sie auch musikalisch interessiert war, gründete sie im Laufe der Jahre mit ihrer Schwester Claudia, die beiden haben auch noch einen Bruder, die Band Café Moreno. Nachdem die Band im Jahre 1994 gegründet wurde, feierten die Schwestern einige Erfolge in ihrem Heimatland und veröffentlichten unter anderem das dreifach mit Platin ausgezeichnete Album Momposina. Ihre Schauspielkarriere setzte sie unter anderem am Teatro Nacional de Colombia, dem Nationaltheater Kolumbiens, fort, wo sie eine professionelle Schauspielausbildung erhielt. Erste Erfahrungen im Fernsehbereich sammelte García bereits in den frühen 1980er Jahren, als sie in verschiedenen Fernsehserien, aber vor allem in Telenovelas eingesetzt wurde. Ebenfalls im Jahre 1994 beziehungsweise bereits ein Jahr zuvor kam sie auch zu ihrem Durchbruch in diesem Bereich, als sie in der Serie Café con aroma de mujer in der wiederkehrenden Rolle der Marcela Vallejo eingesetzt wurde und dabei in einer größeren Anzahl an Episoden zum Einsatz kam. In den Jahren danach wurde sie vermehrt in Telenovela-Produktion eingesetzt, die zumeist unter der Produktion von Telemundo standen. So war sie 1994 unter anderem noch in La otra raya del tigre (unter anderem neben Guy Eckert) und 1995 in der Telenovela Victoria zu sehen. Im Jahre 1996 wurde García zur ersten Person aus Kolumbien, die sich in einer Hauptrolle in einer mexikanischen Telenovela etablieren konnte. Die mexikanische Serie Al norte del corazón wurde dabei erst im Jahre 1997 ausgestrahlt, nachdem die junge Schauspielerin im Jahr zuvor bereits in ihrem Heimatland in El día es hoy zu sehen war. In Al norte del corazón hatte sie die Rolle der Eloísa inne und agierte dabei neben dem mexikanischen Telenovela-Star Fernando Ciangherotti in einer Hauptrolle. In den Jahren 1998 bis 1999 hatte sie abermals eine wichtige Rolle inne, diesmal in der Rolle der Sofía Santana, als weiblicher Part zu Julián Arango, in der kolumbianischen Telenovela Perro amor, von der im Jahre 2010 auch ein Remake produziert wurde. Zu Perro amor sang sie auch den Themesong und war maßgeblich am Soundtrack zur Serie beteiligt. Dies war auch das einzige erwähnte Mal, dass sie an einem Titellied mitgewirkt hat. Weitere Hauptrollen übernahm die Kolumbianerin im Jahre 1999 in der mexikanischen Produktion Háblame de amor und 2000 in der venezolanisch-US-amerikanischen Co-Produktion La revancha.
2002 war sie auch in der von TV Azteca in Auftrag gegebenen Serie Lo que callamos las mujeres, einem Ableger der ab 1985 veröffentlichten Fernsehserie Mujer, casos de la vida real, zu sehen. Zu einem größeren Engagement kam sie unter anderem in den Jahren 2003 bis 2004, wo sie gleich in einer größeren Anzahl an Episoden der über die Landesgrenzen bekannten Seifenoper Pasión de gavilanes zum Einsatz und dabei als Norma Elizondo einen der Hauptcharaktere der Telenovela mimte. Dort war sie als weiblicher Part neben dem Kubaner Mario Cimarro zu sehen, wobei zu dieser Zeit auch Gerüchte aufkamen, dass die beiden auch außerhalb der Telenovela, im wirklichen Leben, in einer Beziehung stünden. Für ihr Engagement in der Serie wurde sie 2004 als beste Hauptdarstellerin mit einem „Canal-Caracol-Award“ ausgezeichnet. Zudem gewann sie in diesem Jahr zusammen mit ihren Schauspielkolleginnen Paola Rey und Natasha Klauss von Pasión de gavilanes den „Orquidea-Award“. In diesem Jahr wurde sie auch für INTE Award als „Schauspielerin des Jahres“ nominiert, musste sich allerdings gegen Natalia Streignard geschlagen geben. 2004 hatte sie in einer kolumbianisch-US-amerikanischen Co-Produktion, der Seifenoper Te voy a enseñar a querer, eine weitere wesentliche Rolle inne. Im Jahre 2005 übernahm sie auch eine Hauptrolle in Corazón partido, in der sie bis 2006 zu sehen war. 2007 und 2008 folgten Auftritte in Decisiones, mecanismo de ilusión, Tiempo final und La traición. In letztgenannter Serie übernahm sie die Rolle von Sandra Echeverría und war dabei erneut neben dem rassigen Kubaner Mario Cimarro zu sehen. Etwas später im Jahre 2008 kam sie auch zu einer Hauptrolle als Profiboxerin Valentina „La Monita“ Lopez de Sermeño in der Telenovela Un gancho al corazón, wo sie unter anderem in einer Beziehung mit Mauricio Sermeño (gespielt von Sebastián Rulli) ist. 2009 schaffte sie es in der international ausgestrahlten Telenovela Bella calamidades zu einer neuerlichen Hauptrolle und agierte dabei an der Seite von Segundo Cernadas als weiblicher Hauptcharakter der Serie. Die Serie ist ebenfalls ein Remake einer kolumbianischen Telenovela, die in den 1980er Jahren sehr erfolgreich war. 2010 wurde sie auch in den Cast von Alguien te mira geholt, wo sie neben Christian Meier und Rafael Amaya abermals in einer der Hauptrollen zu sehen ist. Auch diese Serie ist ein Remake, basierend auf der gleichnamigen chilenischen Serie, die ab dem Jahre 2007 produziert wurde. Die vor allem in den Vereinigten Staaten produzierte Serie wurde bereits von September 2010 bis Februar 2011 in den USA ausgestrahlt und kam im Laufe der Zeit auch zu internationaler Ausstrahlung. 2011 ist sie in El cielo en tu mirada in einer Nebenrolle zu sehen und wurde ebenfalls in diesem Jahr als Hauptcharakter in den Cast von Por Derecho de Sangre, einem Remake von Der Clan der Wölfe, einer mexikanischen Telenovela aus den 1980er Jahren, geholt.

## Trivia
- Im Jahre 2006 wurde García als neues Gesicht von Maybelline unter Vertrag genommen, agierte dabei als spanische Pressesprecherin der Marke (in diesem Fall spokesmodel) und war in Print- und Fernsehwerbekampagnen der Kosmetikmarke zu sehen. Außerdem unterzeichnete sie einen Vertrag mit Garnier, wo sie vor allem in Print- und Fernsehwerbung die Marke „Garnier Nutrisse“ bewarb.
- Neben ihrer Theaterausbildung am kolumbianischen Nationaltheater studierte sie auch die Studiengänge „soziale Kommunikation“ und „Firmenführung“.
- Die etwa 1,55 m große García besitzt Häuser und Anwesen in Miami, Bogotá, Mexiko und Los Angeles.
- Sie lebte auch mehrere Jahre in Deutschland, weshalb sie neben ihrer Muttersprache Spanisch auch Deutsch, sowie Englisch und Französisch spricht.
- Im Jahre 2010 war sie unter anderem in einer Beziehung mit ihrem Schauspielkollegen Jonathan Islas.
- In den Jahren 2006 und 2008 wurde sie von der spanischsprachigen Ausgabe des People-Magazins in der „Liste der 50 schönsten Personen“ geführt.

## Filmografie (Auswahl)
- Tantas cosas
- No culpes a la playa
- Notituticuanti
- ca. 1982: Al final del arco iris
- Sólo una mujer
- 1987: Imagínate
- 1989: Azúcar
- Zarabanda
- La fuerza del amor
- 1990/91: La casa de las dos palmas
- Setenta veces siete
- Primos
- Seres queridos
- Sida...cadena mortal
- 1993–1995: Café con aroma de mujer
- 1994: La otra raya del tigre
- 1995: Victoria
- 1996: El día es hoy
- 1996/97: Al norte del corazón
- 1998/99: Perro amor
- 1999–2000: Háblame de amor
- 2000: La revancha
- 2002: Lo que callamos las mujeres
- 2003/04: Pasión de gavilanes
- 2004: Te voy a enseñar a querer
- 2005/06: Corazón partido
- 2007: Decisiones, mecanismo de ilusión
- 2008: Tiempo final
- 2008: La traición
- 2008/09: Un gancho al corazón
- 2009/10: Bella calamidades
- 2010/11: Alguien te mira
- 2011: El cielo en tu mirada
- 2011: Por Derecho de Sangre